# 道の駅越後市振の関
道の駅越後市振の関（みちのえき えちごいちぶりのせき）は、新潟県糸魚川市大字市振にある国道8号の道の駅である。

## 概要
新潟県と富山県の県境に位置しており、新潟県最西端の道の駅である。売店では両県の土産物が販売されている。
1994年（平成6年）、玉ノ木情報ターミナルとして整備された。敷地面積は7,200㎡、駐車場は3,500㎡、道路情報ターミナルは190㎡、除雪基地は540㎡、休憩所などは2970㎡となっている。

## 施設
- 駐車場
  - 普通車：60台[3]
  - 大型車：8台[3]
  - 身障者用：2台[3]
- トイレ（いずれも24時間利用可能）
  - 男：大 2器、小 6器
  - 女：5器
  - 身障者用：1器
- 情報コーナー（玉ノ木情報ターミナル）
- 食堂（8:00 - 18:30）[3] - ここでは郷土料理のたら汁がメニューとして提供されている[3][4][5]。
- 売店（8:00 - 18:30）[3]
- 充電スタンド EV・PHV用急速充電器(24時間利用可能)

### 管理
- 国土交通省北陸地方整備局
- 糸魚川市

## 休館日
- 年末年始[3]

## アクセス
- 国道8号 - 登録路線
- 北陸自動車道親不知ICまたは朝日ICより約10分[4]。
- えちごトキめき鉄道日本海ひすいライン 市振駅[5]より徒歩約5分。

## 周辺
- 境川[5]
- 宮崎・境海岸